# オーティス・レディング
オーティス・レイ・レディング・ジュニア（Otis Ray Redding Jr.、1941年9月9日 - 1967年12月10日）は、アメリカ合衆国のシンガーソングライター。独特の歌唱法でソウルに多大な影響を与えた。
「ローリング・ストーンの選ぶ歴史上最も偉大な100人のシンガー」において第8位。
「ローリング・ストーンの選ぶ歴史上最も偉大な100組のアーティスト」において第21位。
「Q誌の選ぶ歴史上最も偉大な100人のシンガー」において第4位。

## 略歴
1960年代初頭にジョニー・ジェンキンズのパイントッパーズで音楽活動を始め、ソロ・シンガーとして契約後1962年に「ジーズ・アームズ・オブ・マイン」を発表（R&Bのチャートで最高位20位、Billboard Hot 100で85位と人気を博す)、この歌をきっかけに1964年スタックス傘下のヴォルトからアルバム『ペイン・イン・マイ・ハート』を発表、アメリカ国内でアトランティック・レコードのもとで全国流通を果たす。同年、ブッカー・T&ザ・MG'sのスティーヴ・クロッパーと共同制作した「ミスター・ピティフル」は、R&Bシングル・チャートで最高位10位、Billboard Hot 100で41位となるヒットとなった。生前のシングルレコードで最も評判を呼んだのは、ジェリー・バトラーとの「愛しすぎて」で、R&Bのシングル・チャートで2位を記録して彼のキャリアの中で最も高い評価を得る作品となり、続く「リスペクト」（後にアレサ・フランクリンによるカヴァーが大ヒットする）はR&Bチャートで4位を記録した。その後、「アイ・キャント・ターン・ユー・ルース」、「サティスファクション」（ローリング・ストーンズのカバー）といった曲がヒットして、古いラブ・ソングをカバーした「トライ・ア・リトル・テンダネス」は、1966年の代表曲となった。
1967年初め、アーサー・コンレイと「スウィート・ソウル・ミュージック」を共作。レディングの「Fa-Fa-Fa-Fa-Fa (Sad Song)」やザ・ミラクルズの「Going to a Go-Go」の曲の名が織り込まれた同曲は2月にコンレイによって発表され、全米2位を記録した。同年6月、モントレー・ポップ・フェスティバルに出演。このフェスティヴァル出演後、喉の異変を訴え、ポリープが見つかり医者から2ヶ月間歌う事を禁じられ、後の曲調の変化に大きな影響を与えた。

### モントレー・ポップ・フェスティバル
白人のロック・ミュージシャンが多数出演するモントレー・ポップ・フェスティバルにオーティスが出ることについて、当初は難色を示す者が多かった。オーティスが使用していたアンプは、ザ・フーやジミ・ヘンドリックスが使用していた大音量のものとは比較にならない程貧弱なものだったが、黒人のソウル・ミュージシャンとして同フェスティバルに出演したオーティスは大観衆の心を虜にし、音楽に人種の壁はないことを示し、大喝采を浴びた。共演した、同じスタックス・レコード所属でブッカー・T&ザ・MG'sのスティーヴ・クロッパーとの共同作業は「(Sittin' On) The Dock of the Bay」や「Fa-Fa-Fa-Fa-Fa (Sad Song)」などのヒット曲を生み、彼のストーリーを育んだ。

### 自家用飛行機による事故死
1967年12月10日、オーティス・レディングとバーケイズのメンバー5人、マネージャー及びパイロットの8名の乗った双発機「ビーチクラフト モデル 18」が、次の公演地であるウィスコンシン州マディソンに向かう途中、濃霧で滑走路を見失い近くの凍結したモノナ湖 スコーベイエリアに墜落。トランペットのベン・コーリーを除く7人が死亡した。盟友のジェームズ・ブラウンは、自家用飛行機で移動することの危惧を訴えていたという。

### ドック・オブ・ベイ
事故の3日前に録音された「ドック・オブ・ベイ」は、翌年のビルボードで、1968年3月16日に週間ランキング第1位を獲得し、オーティスにとって唯一のビルボード誌週間ランキング第1位の曲となった。それまでの曲調とは違うため、スタックス側やベーシストのドナルド・ダック・ダンは戸惑っていたが、本人がシングル化をレコーディング中に望んでおり、「俺の初めてのナンバー・ワン・ソングになるぜ」と語っている。
1970年代後期、息子のデクスターとオーティス2世は、いとこのマーク・ロケットと共に、ファンク・ディスコ系のバンド、ザ・レディングスを結成した。アルバムは、キャメオのラリー・ブラックモンによって制作された。

## ディスコグラフィ

### アルバム
- 『ペイン・イン・マイ・ハート』 - Pain in My Heart (1964, Atco) US: #103 UK: #28
- 『ソウル・バラードを歌う』 - The Great Otis Redding Sings Soul Ballads (1965, Volt) US: #147 UK: #30
- 『オーティス・ブルー』 - Otis Blue: Otis Redding Sings Soul (1965) US: #75 UK: #6
- 『ザ・ソウル・アルバム』 - The Soul Album (1966) US: #54 UK: #22
- 『ソウル辞典』 - Complete & Unbelievable: The Otis Redding Dictionary of Soul (1966) US: #73 UK: #23
- 『キング&クイーン』 - King & Queen (1967) with Carla Thomas US: #36 UK: #18
- 『ヨーロッパのオーティス・レディング』 - Live in Europe (1967) US: #32 UK: #14
- 『ドック・オブ・ベイ』 - The Dock of the Bay (1968) US: #4 UK: #1
- History of Otis Redding (1968) US: #9 UK: #2
- 『イモータル・オーティス・レディング』 - The Immortal Otis Redding (1968, Atco) US: #58 UK: #19
- In Person at the Whiskey A Go-Go (1968) US: #82
- Love Man (1969) US: #46
- Tell the Truth (1970) US: #200
- Live at the Monterey International Pop Festival (1971, Reprise) US: #16
- The Best of Otis Redding (1972) US: #76
- 『リメンバー・ミー』 - Remember Me (1992) Stax
- The Very Best of Otis Redding, Vol. 1 (1993)
- The Very Best of Otis Redding, Vol. 2 (1995)
- Very Best of Otis Redding (2002) UK: #26
- 『ライヴ・イン・ロンドン&パリ』 - Live in London & Paris (1967/2008, Stax)

### シングル
- Alshire 5082 - "Gettin' Hip / Gamma Lama" (also Gerland 1001)
- Volt 103 - "These Arms of Mine / Hey Hey Baby" (1962)
- Volt 109 - "That's What My Heart Needs / Mary's Little Lamb" (1963)
- Volt 112 - "Pain in My Heart / Something Is Worrying Me" (1963)
- Volt 116 - "Come to Me / Don't Leave Me This Way" (1964)
- Volt 117 - "Security / I Want to Thank You" (1964)
- Volt 121 - "Chained and Bound / Your One and Only Man" (1964)
- Volt 124 - "Mr. Pitiful / That's How Strong My Love Is" (1965)
- Volt 126 - "I've Been Loving You too Long (to Stop Now) / I'm Depending on You" (1965)
- Volt 128 - "Respect / Old Man Trouble" (1965)
- Volt 130 - "I Can't Turn You Loose / Just One More Day" (1965)
- Volt 132 - "Satisfaction / Any Ole Way" (1966)
- Volt 136 - "My Lover's Prayer / Don't Mess with Cupid" (1966)
- Volt 138 - "Fa-fa-fa-fa-fa (Sad Song) / Good to Me" (1966)
- Volt 141 - "Try a Little Tenderness / I'm Sick Ya'll" (1966)
- Volt 146 - "I Love You More than Words Can Say / Let Me Come on Home" (1967)
- Volt 149 - "Shake / You Don't Miss Your Water" (1967)
- Volt 152 - "Glory of Love / I'm Coming Home" (1967)
- Volt 157 - "(Sittin' on) The Dock of the Bay/ Sweet Lorene" (1968)
- Volt 163 - "The Happy Song (Dum-dum) / Open the Door" (1968)
- Atco 6592 - "Amen / Hard to Handle" (1968)
- Atco 6612 - "I've Got Dreams to Remember / Nobody's Fault but Mine" (1968)
- Atco 6631 - "White Christmas / Merry Christmas Baby" (1968)
- Atco 6636 - "Papa's Got a Brand New Bag / Direct Me" (1968)
- Atco 6654 - "A Lover's Question / You Made a Man out of Me" (1969)
- Atco 6677 - "Love Man / Can't Turn You Loose" (1969)
- Atco 6700 - "Free Me / (Your Love Has Lifted Me) Higher and Higher" (1969)
- Atco 6723 - "Look at That Girl / That's a Good Idea" (1969)
- Atco 6742 - "Demonstration / Johnny's Heartbreak" (1969)
- Atco 6766 - "Give Away None of My Love / Snatch a Little Piece" (1970)
- Atco 6802 - "I've Been Loving You too Long (live) / Try a Little Tenderness" (live) (1971)
- Atco 6907 - "My Girl / (same)" (1972/promo only)
- Stax 216 - "Tramp / Tell It Like It Is" with Carla Thomas (1967)
- Stax 228 - "Knock on Wood / Let Me Be Good to You" with Carla Thomas (1967)
- Stax 244 - "Lovey Dovey / New Year's Resolution" with Carla Thomas (1968)
- Atco 6665 - "When Something Is Wrong with My Baby / Ooh Carla, Ooh Otis" with Carla Thomas (1969)